# Josep Fusimaña Fábregas

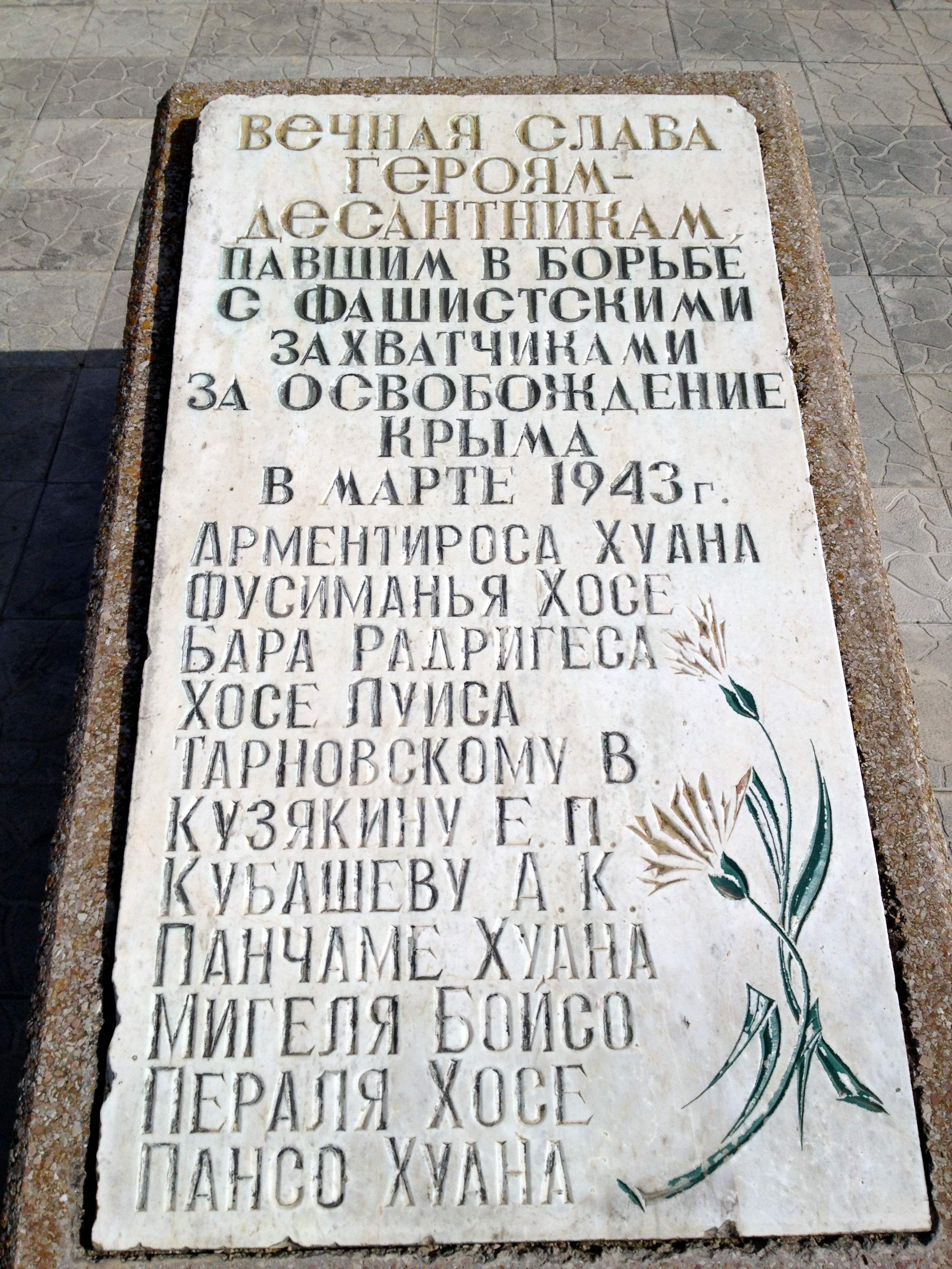
Memòria eterna pels herois paracaigudistes caiguts en la lluita contra els invasors feixistes al març de 1943, Armentiros Juan, Fusimanya José, Bara Rodríguez, José Luis, Tarnovsky V., Kuzyakin E P., Kubashev A.K., Panchame Juano, Miguel Boyso, Peral Jose, Panso Juan

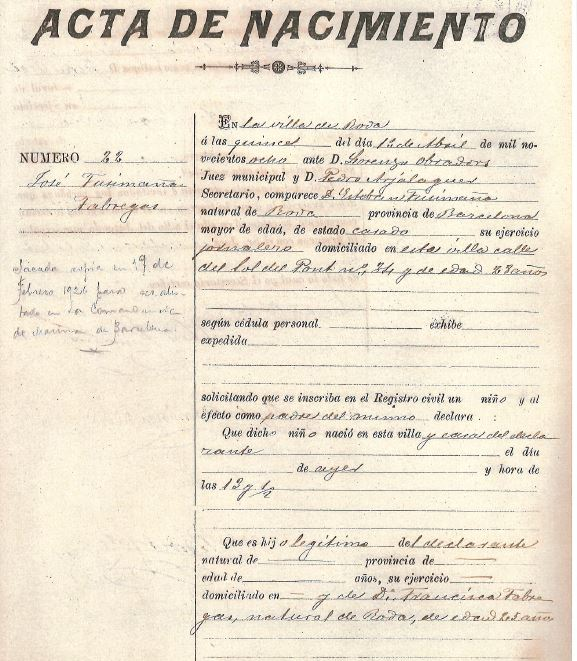

Josep Fusimaña Fàbregas (Roda de Ter, 31 de març de 1908 - Shubino, Crimea, 13 de març de 1943) va ser un obrer, polític i militar català.

## Biografia
Treballador de la Companyia Barcelonina d'Electricitat, va ser membre del sindicat UGT i de l'Agrupació Socialista de Barcelona. Durant la fets revolucionaris d'octubre de 1934 va formar part del Comitè revolucionari —al costat d'Antonio Olarte i Desiderio Trilles— que es va constituir a Barcelona.
El juliol del 1936, coincidint amb l'esclat de la Guerra civil, va participar en la fundació del Partit Socialista Unificat de Catalunya (PSUC). Durant la contesa seria comissari polític de la 11a Divisió, unitat elit de l'Exèrcit republicà manada pel comunista Enrique Líster. Posteriorment seria comissari del XV Cos d'Exèrcit, que va tenir una destacada actuació durant la batalla de l'Ebre. Es va exiliar d'Espanya cap al final de la guerra, instal·lant-se a la Unió Soviètica.
Va arribar a l'URSS a l'abril de 1939, acompanyat de la seva esposa i la seva filla. Allí va assistir a una escola de formació política, mentre treballava com a obrer. Després de la invasió alemanya de la Unió Soviètica es va unir a l'Exèrcit Roig. S'integraria com a comissari polític en una unitat partisana liderada pel comandant espanyol Domingo Hungría. Fusimaña aconseguiria el grau de capità en l'Exèrcit soviètic, i posteriorment va obtenir el comandament d'una unitat de guerrillers. El 1943 va ser llançat en paracaigudes sobre Crimea amb la missió d'actuar rere les línies alemanyes. No obstant això, després d'un dur combat contra efectius alemanys, resultaria mort al costat de tota la seva unitat.